# Edit Matei
Edit Matei, ortografiat uneori și Edith Matei (n. Edit Török, n. 16 octombrie 1964, Sfântu Gheorghe, Covasna, România), este o fostă mare handbalistă de etnie maghiară din România, acum retrasă din activitatea competițională. În prezent, Edit Matei este managerul general al HCM Török, echipă pregătită, printre altele, de sora ei, Maria Török-Duca. Matei a participat alături de echipa națională a României la două Campionate Mondiale, iar cu echipa națională a Austriei, după naturalizare, la Olimpiada din 1992.
La nivel de club, Edit Matei este singura handbalistă din România care are în palmares patru trofee de Liga Campionilor, toate obținute cu Hypo Niederösterreich. În plus, ea mai deține două Cupe IHF și o Supercupă a Europei câștigate cu Chimistul Râmnicu Vâlcea.

## Biografie
Edit Török s-a născut pe 16 octombrie 1964, într-o familie săracă din Sfântu Gheorghe, ca sora mai mică a fostei mari handbaliste Maria Török. În copilărie a fost influențată de sora ei, pe care încerca să o copieze: „S-a apucat ea de gimnastică,  m-am apucat și eu, a făcut atletism, am făcut și eu, s-a dus la handbal, m-am dus și eu!” Török a debutat la clasa de handbal a Școlii Sportive din Sfântu Gheorghe, echipă la care și-a făcut junioratul. Apoi, la Clubul Sportiv Oltul Sfântu Gheorghe, Edit a jucat un an împreună cu Ecaterina Marian, fostă jucătoare a Științei Bacău, de la care handbalista declară că a învățat foarte mult.
La începutul anilor '80 a urmat-o pe sora sa la CS Știința Bacău, iar în 1982, tot împreună cu sora sa, s-a transferat la Chimistul Râmnicu Vâlcea. Edit Török a jucat la Chimistul timp de opt ani, în care a câștigat de trei ori campionatul intern și de două ori Cupa României. În competițiile internaționale, ea a cucerit cu echipa vâlceană două Cupe IHF, în 1984 și 1989, precum și Supercupa Europei, în 1984. Tot la Râmnicu Vâlcea la cunoscut pe actualul ei soț, Gigi Matei.
În 1991, profitând de deschiderea granițelor, Edit Matei s-a transferat la campioana Austriei, Hypo Niederösterreich, cu care a câștigat patru titluri interne și patru cupe ÖHB. Dar cea mai mare performanță a lui Matei este câștigarea, patru ani consecutivi (1992-1995), a Ligii Campionilor EHF. În 1996, ea a jucat din nou finala Ligii, pierdută de formația austriacă în fața croatelor de la Podravka Koprivnica, la care evoluau Mariana Târcă și Valentina Cozma.
În 1996, la numai 31 de ani, Edit Matei a fost nevoită să renunțe la handbal în urma unei accidentări grave la genunchi. Actualmente, ea manageriază grupul de firme Edion din județul Vâlcea.

### La echipa națională a României
Edit Török-Matei a fost selecționată pentru prima dată la echipa națională a României în 1980 și a făcut parte din loturile tuturor categoriilor de vârstă. La naționala de senioare a fost convocată pe când avea doar 18 ani, și, până la retragerea ei de la sfârșitul anului 1990, a evoluat în 176 de meciuri, în care a înscris 398 de goluri.
Edit Matei a făcut parte din selecționatele României care au participat la Campionatele Mondiale din 1986 (locul 5) și 1990 (locul 7).
| Perioadă  | Lotul național | Meciuri jucate | Goluri înscrise |
| --------- | -------------- | -------------- | --------------- |
| 1980-1981 | Junioare       | 32             | 121             |
| 1981-1982 | Tineret        | 3              | 12              |
| 1982-1984 | Senioare B     | 2              | 17              |
| 1984-1990 | Senioare A     | 176            | 398             |
| 1980-1990 | Total          | 213            | 548             |

### La echipa națională a Austriei
La scurtă vreme după transferul în Austria, Edit Matei a fost naturalizată și a putut fi convocată la echipa națională a Austriei. Până la retragerea ei din anul 1996, a evoluat în 104 de meciuri, în care a înscris 399 de goluri.

## Palmares
- Liga Națională:
  -  Câștigătoare: 1989, 1990, 1991
  -  Locul 2: 1983, 1985
  -  Locul 3: 1984, 1986, 1988
- Cupa României:
  -  Câștigătoare: 1984, 1990
- Campionatul Austriei:
  -  Câștigătoare: 1992, 1993, 1994, 1995
- Cupa ÖHB:
  -  Câștigătoare: 1992, 1993, 1994, 1995
- Liga Campionilor EHF:
  -  Câștigătoare: 1992, 1993, 1994, 1995
- Cupa IHF:
  -  Câștigătoare: 1984, 1989
- Supercupa Europei:
  -  Câștigătoare: 1984

## Premii și aprecieri
- În noiembrie 2010, Consiliul Local al municipiului Râmnicu Vâlcea i-a conferit în unanimitate titlul de Cetățean de onoare al orașului.[10]
- Ion Gavrilescu, longevivul președinte al Oltchim, o consideră pe Edit Matei drept una din cele mai valoroase handbaliste care au jucat vreodată la Râmnicu Vâlcea: „Pe locul 2 ar fi Tîrcă, iar pe 3, la egalitate, Edith Matei și Steluța Luca”[11]

## Viața personală
Edit Matei este sora marii handbaliste Maria Török-Duca și este căsătorită cu Gigi Matei, primarul interimar al municipiului Râmnicu Vâlcea.